# فاطمیه (چرداول)
فاطمیه (چرداول)، روستایی از توابع بخش آسمان آباد شهرستان چرداول در استان ایلام ایران است.

## جمعیت
این روستا در دهستان کل کل قرار دارد و براساس سرشماری مرکز آمار ایران در سال ۱۳۹۵، جمعیت آن ۶۰۰ نفر (۱۳۵ خانوار) بوده‌است.